# 白井英男
白井 英男（しらい ひでお、1942年（昭和17年）10月23日  - ）は、日本の政治家。元喜多方市市長。無所属、自民党派。旭日中綬章受章。

## 経歴
福島県喜多方市出身。喜多方高等学校を経て東京大学卒。農林水産省入省、在ジュネーブ国際機関日本政府代表部一等書記官、大臣官房審議官、水産庁漁政部長を経て退官。地方競馬全国協会常務理事から、1998年に福島県喜多方市長選に立候補し当選。2006年2月に合併後の新・喜多方市長に当選。2010年1月の市長選挙では旧喜多方市長の飯野陽一郎から受け継いだ選挙組織が飯野の長男の立候補により分裂、さらに旧市域と旧町村部との格差に対する不満もあり、民主党の支援を受けた旧熱塩加納村長の山口信也に敗れ落選。2013年春の叙勲で旭日中綬章を受章。

## 人物
- 趣味は歴史探索、太極拳。喜多方市を太極拳の町を宣言し毎朝、市民と一緒に励行している。